# La chica de la calle Florida
 La chica de la calle Florida  es una película argentina en blanco y negro de Argentina que se estrenó el 21 de noviembre de 1922 en los cines Callao, Capitol, Empire, Esmeralda y Gaumont dirigida por José Agustín Ferreyra sobre su propio guion, protagonizada por Lidia Liss, Jorge Lafuente, Elena Guido y Leonor Alvear.
Fragmentos de este filme fueron incluidos en la película Aller simple (Tres historias del Río de la Plata) (1998).

## Sinopsis
El romance de una muchacha que trabaja como vendedora en un negocio de la calle Florida.

## Reparto
- Lidia Liss como Alcira, la chica de la calle Florida.
- Jorge Lafuente como Jorge, estudiante de Derecho.
- Elena Guido como Juana, la dactilógrafa.
- César Robles como Amancio, el gerente.
- Augusto Goçalbes como Don Jaime, el dueño.
- Leonor Alvear como Elsa, una empleada.
- Carlos Lassalle como Carlos, un muchacho.
- Álvaro Escobar como Pedro, el botones.

## Comentarios
Jorge Miguel Couselo dice que en este filme el director "no insistirá en proclividades fatalistas y asomará inclusive al mundo de la clase media y al mundillo de la mujer que en el trabajo busca la independencia que la declinante sociedad patriarcal le negó. Sin la frescura abierta de Palomas rubias y con no poco de las convenciones del folletín de semanarios sobre la midinette porteña, es otra salida a la comedia que Ferreyra apuntalaba en la bonhomía superficial de las rivalidades femeninas, la comicidad de situaciones y el movimiento general. La visión ciudadana se asienta preferentemente en la calles céntricas, las tiendas, las vidrieras, las gentes en las veredas."